# ریچارد کورانت
ریچارد کورانت (زادهٔ ۸ ژانویه ۱۸۸۸ – درگذشتهٔ ۲۷ ژانویه ۱۹۷۲) ریاضیدانی آلمانی–آمریکایی بود.
او در شهر لوبلینیتز (در امپراتوری آلمان) زاده شد و در سال ۱۹۱۰ از دانشگاه گوتینگن دکترا گرفت. او مدتی استاد دانشگاه گوتینگن بود و در آنجا مؤسسهٔ ریاضیات را بنیان گذاشت و از سال ۱۹۲۸ تا ۱۹۳۳ مدیر آن بود. او در سال ۱۹۳۳، پس از به قدرت رسیدن نازیها، به خاطر یهودی‌بودن و عضویت در حزب سوسیال دموکراتیک آلمان، مجبور به ترک آلمان شد. او ابتدا به کمبریج و سپس به نیویورک رفت و در سال ۱۹۳۶ استاد دانشگاه نیویورک شد. او در آنجا عهده‌دار تأسیس مؤسسه‌ای برای تحصیلات تکمیلی در ریاضیات شد. این مؤسسه در سال ۱۹۶۴، به افتخار او، موسسهٔ علوم ریاضی کورانت نام گرفت.

## آثار
از کارهای مهم دیگر او کتاب ریاضیات چیست؟ و کتاب درسی روش‌های فیزیک ریاضی است. از تحقیقات ریاضی او می‌توان به روش المان محدود برای حل عددی معادلات دیفرانسیل با مشتقات پاره‌ای اشاره کرد.